# Strážisko (Oderské vrchy)
Strážisko (německy Wachhibl, 676 m n. m.) je kopec v Oderských vrších (části Nízkého Jeseníku) ve vojenském újezdu Libavá v okrese Olomouc v Olomouckém kraji. Strážisko je druhým nejvyšším vrcholem Oderských vrchů a je, mimo vyhrazené dny či bez povolení, veřejnosti nepřístupný. Strážisko má dva vrcholy, kde jeden byl vytvořen uměle za účelem zřízení vojenské pozorovatelny při výcviku vojsk.
Louky Pod Strážiskem jsou významná přírodní lokalita. Pod kopcem pramení Varhošťský potok (přítok Olešnice).

## Další informace

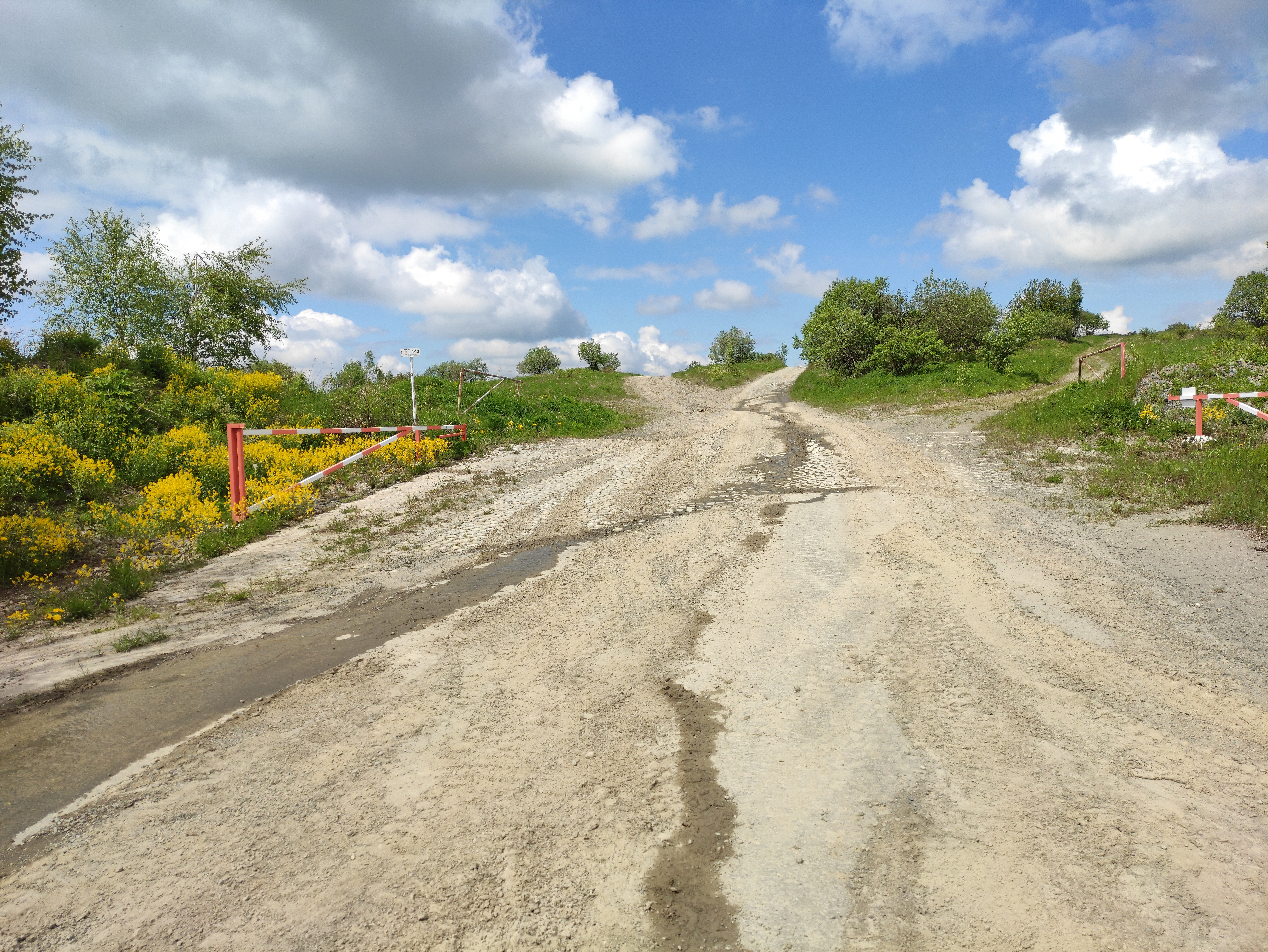
Cesta na Strážisko

Přibližně 1,6 km severo-severovýchodně se nachází zámek Bores (původně zde byla hájovna, která byla v baroku či v 19. stol. přestavěna na zámek). Zámek byl za socialismu poničen a dnes je veřejnosti nepřístupný a využívá jej Armáda České republiky.
Asi 1,1 km jižně od Strážiska se nacházela zaniklá vesnice Jestřabí (Habicht) a 1,6 km jihovýchodně zaniklá vesnice Varhošť (Haslicht).
Severním směrem od vrcholu se nachází vojenský helipad.
Jedenkrát ročně, v rámci cyklo-turistické akce Bílý kámen, bývá Strážisko a jeho okolí přístupné veřejnosti.
Strážisko se nachází na katastrálním území Velká Střelná.
Obvykle jedenkrát ročně může být kopec a jeho okolí přístupné veřejnosti v rámci cyklo-turistické akce Bílý kámen.